# Welsh Professional Championship 1922
Il Welsh Professional Championship 1922 è stato il primo ed ultimo evento professionistico di snooker del 1922, e la 1ª edizione di questo torneo, che si è disputato dal 14 al 16 marzo 1922, sotto forma di sfida unica a Cardiff, in Galles.
Questo fu il primo evento professionistico giocatosi dopo la prima guerra mondiale (l'ultimo fu l'Australian Professional Championship 1911).
Il torneo è stato vinto da JS Nicholls, che si è aggiudicato, così, il suo 1º ed ultimo Welsh Professional Championship, e il suo 1º ed ultimo titolo professionistico in carriera.

## Sfida unica
| Sfida unica                  |
| ---------------------------- |
| Durata standard di 18 frames |

| Cardiff, Galles, dal 14 al 16 marzo 1922                  | Cardiff, Galles, dal 14 al 16 marzo 1922                  | Cardiff, Galles, dal 14 al 16 marzo 1922                  |
| JS Nicholls                                               | 11 - 7                                                    | W Davis                                                   |
| JS Nicholls vince il Welsh Professional Championship 1922 | JS Nicholls vince il Welsh Professional Championship 1922 | JS Nicholls vince il Welsh Professional Championship 1922 |
| --------------------------------------------------------- | --------------------------------------------------------- | --------------------------------------------------------- |

## Statistiche
Torneo
- 1ª edizione del Welsh Professional Championship[4]
- 6º torneo professionistico di snooker
- 1º ed ultimo torneo professionistico del 1922[5]

Giocatori
- 1º ed ultimo Welsh Professional Championship per JS Nicholls[3]
- 1º ed ultimo titolo professionistico vinto in carriera per JS Nicholls[2]
- 1ª ed ultima finale professionistica disputata da JS Nicholls[6]
- 1ª ed ultima finale professionistica disputata da W Davis[7]

Nazioni
- 1º torneo professionistico disputato in Galles[8]
- 1º ed ultimo titolo professionistico vinto in Galles per JS Nicholls